# Boophone disticha

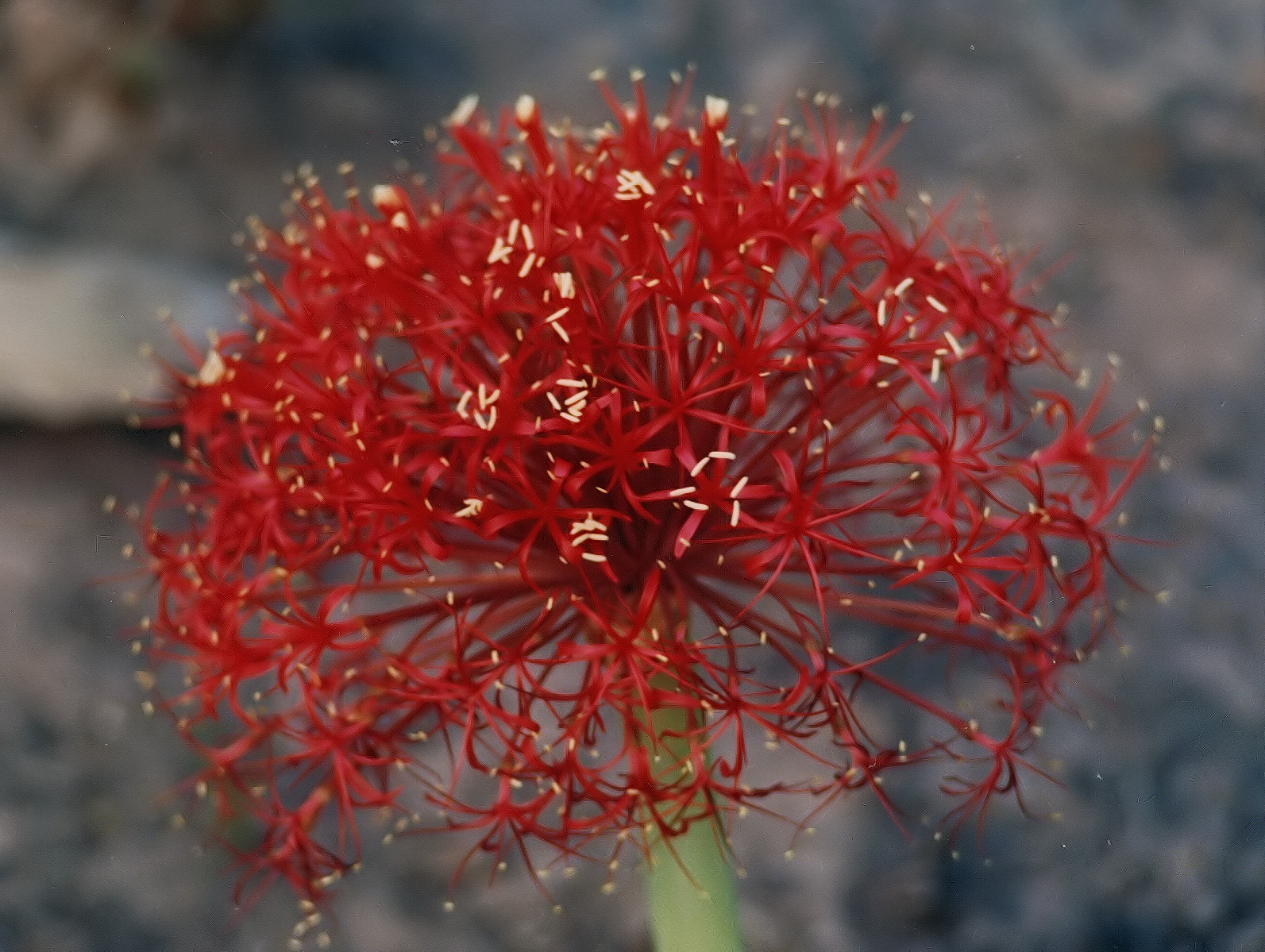
Inflorescência de Boophone disticha.

Boophone disticha (L.f.) Herb. é uma planta bulbosa (geófito), venenosa, da família das Amaryllidaceae. A espécie é endémica das savanas e áreas de vegetação aberta das regiões tropical e subtropical do sueste da África.

## Taxonomia e descrição
O espécime tipo foi colectado em 1781 na África do Sul pelo botânico sueco Carl Peter Thunberg e descrito por Linnaeus sob o binome Amaryllis disticha. Sucessivas revisões do seu enquadramento genérico levaram a que a espécie fosse sucessivamente posicionada nos géneros Brunsvigia e Haemanthus para na actualidade ser integrado em Boophone. O nome genérico foi grafado de três formas distintas (Boophone, Boophane e Buphane) pelo seu autor, William Herbert, colocando dúvidas na aplicação das regras de nomenclatura. A etimologia do nome genérico parece derivar do grego clássico 'bous' = "boi", e 'phontes'= "assassino", consequência do efeitos venenoso da planta sobre o gado.
O género Boophone integra actualmente duas espécies validamente descritas, embora alguns autores aceitem três espécies. De entre essas espécies, B. disticha é a que apresenta mais ampla área de distribuição natural, sendo uma das plantas bulbosas com mais ampla distribuição na África do Sul, facilmente identificada pela sua folhagem em forma de leque e pela presença de um grande bolbo apenas semi-enterrado.
Os povos hotentotes (khoisan), bosquímanos e bantos conheciam a características tóxicas dos bolbos desta espécie e usavam partes da planta como fitofármaco e para envenenar flechas. Os principais compostos responsáveis pela toxicidade da planta são o eugenol, um óleo essencial volátil com cheiro a cravo e propriedades analgésicas, e os alcaloides tóxicos bufandrina (buphandrin), crinamidina e bufanina (buphanine), este último tendo um efeito semelhante ao da escopolamina e se for tomado em quantidade elevada pode levar a agitação, alucinações e coma.
A espécie produz uma única inflorescência antes do aparecimento das novas folhas no início da estação chuvosa. Durante o processo de amadurecimento, os pedicelos da cabeça frutificante passam por um processo de endurecimento e por um notável alongamento, chegando a ultrapassar os 300 milímetros. Quando seca, a cabeça frutificante separa-se do caule pela sua junção, sendo facilmente movido pelo vento, mesmo que uma leve brisa, espalhando sementes à medida que rola, o que mereceu à planta o nome de tumbleweed em inglês.
Boophone disticha é nativa em numa vasta região do sul da África que se estende para noroeste desde a Província do Cabo até ao norte de Angola e ao sul da República Democrática do Congo, e para nordeste até ao Quénia, Tanzânia, Uganda e Zâmbia. Ocorre em habitats semi-áridos de savanas, pradarias e no veld sul-africano.
Boophone disticha foi localmente utilizada na confecção de venenos para utilização em pontas de flechas, e em medicamentos usados para tratar a piroplasmose equina. Material do bolbo desta espécie foi usado para preservar a múmia Khoi Kouga encontrada em Langkloof (África do Sul).

## References
1. 1 2 3   Sob o nome de  Boophone disticha (do seu basinómio Amaryllis disticha) esta planta foi descrita em Botanical Magazine 52: sub t. 2578. 1825. GRIN (22 de maio de 1997). «Boophone disticha information from NPGS/GRIN». Taxonomy for Plants. National Germplasm Resources Laboratory, Beltsville, Maryland: USDA, ARS, National Genetic Resources Program. Consultado em 10 de novembro de 2011. synonym: Amaryllis disticha L.f. (basionym)
2. 1 2   Amaryllis disticha, the basionym of Boophone disticha, was originally described and published in Supplementum Plantarum  195. 1781. «Name Amaryllis disticha L.f.». Tropicos. Saint Louis, Missouri: Missouri Botanical Garden. Consultado em 10 de novembro de 2011
3. 1 2 3  Mark Hyde, Bart Wursten and Petra Ballings (2002). «Species information: Boophone disticha». Flora of Zimbabwe. Consultado em 10 de novembro de 2011
4. ↑  Medicinal and Poisonous Plants of Southern and Eastern Africa - John Mitchell Watt, Maria Gerdina Breyer-Brandwijk (1962)
5. ↑  http://www.jstor.org/pss/1223904
6. ↑  http://het.sagepub.com/content/20/5/277.abstract
7. ↑  James A. Duke. «Boophone disticha (LILIACEAE)». Dr. Duke's Phytochemical and Ethnobotanical Databases. Consultado em 10 de novembro de 2011